# Eleição municipal de Foz do Iguaçu em 2004
A eleição municipal de Foz do Iguaçu em 2004 ocorreu em 3 de outubro de 2004. O então prefeito era Celso Samis da Silva (PMDB), que tentou a reeleição. O prefeito eleito foi Paulo Mac Donald (PDT).

## Resultado da eleição para prefeito

### Primeiro turno
| Candidatos a prefeito          | Candidatos a vice-prefeito | Número | Coligação                                                                                    | Votação | Percentual |
| ------------------------------ | -------------------------- | ------ | -------------------------------------------------------------------------------------------- | ------- | ---------- |
| Paulo Mac Donald PDT           | Vitorassi PT               | 12     | PDT, PT, PP, PTB, PTN, PCdoB, PSC, PL, PPS, PSB, PAN, PSDC, PHS, PSDB, PRONA, PHS, PV, PTdoB | 68.256  | 49,39%     |
| Celso Samis da Silva PMDB      | Claudio Renato PMDB        | 15     | PMDB, PRP, PMN, PSL, PCB                                                                     | 63.563  | 45,99%     |
| Flávio Deni Fonseca Nakad PRTB | Dornelles PRTB             | 28     | PRTB                                                                                         | 6.364   | 4,60%      |